# Leningrad Cowboys
Pour les articles homonymes, voir Cowboy.
Leningrad Cowboys est un groupe de rock finlandais à l'humour burlesque et décapant. Ils arboraient des coiffures de type « Pompadour » exagérées et portaient de longues chaussures pointues. Ils travaillaient souvent avec l'ensemble militaire russe Alexandrov. Ils se sont fait particulièrement remarquer et connaître hors de Finlande par leurs prestations dans des courts et longs métrages du cinéaste Aki Kaurismäki.

## Présentation
Initialement une émanation des délires scéniques et cinématographiques du groupe Sleepy Sleepers, les Leningrad Cowboys sont devenus un groupe à part entière au début des années 1990.
Le groupe est une invention du réalisateur Aki Kaurismäki avec Sakke Järvenpää et Mato Valtonen, membres du groupe de rock humoristique finlandais Sleepy Sleepers.
Tous les trois ont conçu le groupe dans un bar en 1986 comme une blague sur le déclin de la puissance de l'Union soviétique. 
Les deux musiciens ont exprimé le souhait que Aki Kaurismäki réalise leur premier clip, qui aboutit au court métrage Rocky VI (1986) Après deux autres courts métrages, Thru the Wire (1987) et LA Woman (1988), Aki Kaurismäki décide de réaliser un long métrage sur eux, Leningrad Cowboys Go America (1989).
Pour le film, les Sleepy Sleepers ont été rejoints par Nicky Tesco, membre fondateur du groupe punk rock britannique The Members et plusieurs autres musiciens. 
Le groupe des Leningrad Cowboys est devenu un vrai groupe seulement après la sortie du film, et a ensuite commencé à tourner et à enregistrer.

## Membres

### Membres actuels
- Ville Tuomi (chant) (2011–)
- Sakke Järvenpää (chant) (1986–)
- Tume Uusitalo (chant et guitare) (2003–)
- Varre Vartiainen (guitare) (2003–)
- Pauli Hauta-aho (guitare) (2011–)
- Sami Järvinen (percussions) (2011–)
- Timo Tolonen (basse) (2003–)
- Okke Komulainen (claviers) (2011–)
- Pemo Ojala (trompette) (1991–)
- Pope Puolitaival (saxophone) (2003–)
- Jay Kortehisto (pasuuna) (2003–)
- Anna Sainila (danseuse) (2011–)
- Hanna Moisala (danseuse) (2011–)

### Anciens membres
- Mato Valtonen chant (1986–1998)
- Nicky Tesco chant (1986–1988)
- Silu Seppälä basse (1986–2002)
- Mauri Sumén claviers, harmonica (1987–2006)
- Puka Oinonen kitara (1988)
- Pimme Korhonen percussions (1986–1988)
- Sakari Kuosmanen chant, basse (1986–1988)
- Pekka Virtanen guitare (1986–1988)
- Ben Granfelt guitare (1991–1996)
- Esa Niiva saxophone (1991–2000)
- Teijo Erkinharju percussions (1991–2002)
- Jore Marjaranta chant (1991-1996)
- Tokela guitare (1993-1994)
- Vesa Kääpä guitare, chant (1996–2002)
- Mari Hatakka Go-Go danseuse & chant (1994–2000)
- Tiina Isohanni Go-Go danseuse & chant (1994–2000)
- Tatu Kemppainen guitare (1997)
- Veeti Kallio chant (1997)
- Tipe Johnson chant (1998–2010)
- Ykä Putkinen guitare (2000)
- Antti Snellman saxophone (2000)
- Marzi Nyman guitare & chant (2003–2006)
- Juuso Hannukainen percussions (2003)

## Discographie

### Albums
- Leningrad Cowboys Go America (Bande originale du film Leningrad Cowboys Go America)
- 1992 : We Cum from Brooklyn
- 1993 : Live in Prowinzz (Live)
- 1993 : These Boots
- 1993 : Happy Together (album studio avec les Chœurs de l'Armée rouge)
- 1994 : Total Balalaika Show (en) (concert à Helsinki avec les Chœurs de l'Armée rouge)
- 1996 : Go Space (en)
- 1997 : Mongolian Barbeque
- 2000 : Terzo Mondo (en)
- 2006 : Zombies Paradize
- 2011 : Buena Vodka Social Club (en)
- 2013 : Merry Christmas (en)

## Filmographie

### Longs métrages
- 1989 : Leningrad Cowboys Go America, réalisé par Aki Kaurismäki
- 1994 : Leningrad Cowboys Meets Moses, réalisé par Aki Kaurismäki
- 1999 : Apparition dans LA Without A Map, réalisé par Mika Kaurismäki

### Courts métrages
- Rocky VI (Aki Kaurismäki, 1986, 8 min)
- Thru The Wire (Aki Kaurismäki, 1987, 6 min)
- L.A. Woman (Aki Kaurismäki, 1988, 5 min)
- Those Were The Days (Aki Kaurismäki, 1991, 5 min)
- These Boots (Aki Kaurismäki, 1992, 5 min)
- Total Balalaika Show (Aki Kaurismäki, 1993)

### Concerts
- Total Balalaika Show, concert du 12 juin 1993 à Helsinki, tourné par Aki Kaurismäki - DVD

### Vidéos musicales
- Jupiter Calling (1996)
- Leningrad (1996)
- Where`s The Moon (1996)
- Happy Being Miserable (2000)
- You`re My Heart, You`re My Soul (2006)
- All We Need is Love (2011)
- Gimme Your Sushi (2011)
- Buena Vodka Social Club (2012)